# Xinli
Xinli (kinesiska: 新立, 新立街道) är ett stadsdelsdistrikt i Kina. Det ligger i storstadsområdet Tianjin, i den norra delen av landet, omkring 12 kilometer öster om stadens centrum. Antalet invånare är 136 357. Befolkningen består av 59 560 kvinnor och 76 797 män. Barn under 15 år utgör 10,0 %, vuxna 15-64 år 84 %, och äldre över 65 år 5,0 %.